# Galeodes kraepelini
Galeodes kraepelini är en spindeldjursart som beskrevs av Roewer 1934. Galeodes kraepelini ingår i släktet Galeodes och familjen Galeodidae. Inga underarter finns listade i Catalogue of Life.